# Сіянь
Сіянь (кит. 西岩镇, пін. Xīyán Zhèn) — містечко у КНР, Ченбу-Мяоський автономний повіт провінції Хунань.

## Географія
Сіянь розташовується на південному заході префектури Шаоян, лежить на річці Наньшуй.

### Клімат
Містечко знаходиться у зоні, котра характеризується вологим субтропічним кліматом. Найтепліший місяць — липень із середньою температурою 25.9 °C (78.6 °F). Найхолодніший місяць — січень, із середньою температурою 4.1 °С (39.4 °F).
| Клімат Сіяня            | Клімат Сіяня | Клімат Сіяня | Клімат Сіяня | Клімат Сіяня | Клімат Сіяня | Клімат Сіяня | Клімат Сіяня | Клімат Сіяня | Клімат Сіяня | Клімат Сіяня | Клімат Сіяня | Клімат Сіяня | Клімат Сіяня |
| Показник                | Січ.         | Лют.         | Бер.         | Квіт.        | Трав.        | Черв.        | Лип.         | Серп.        | Вер.         | Жовт.        | Лист.        | Груд.        | Рік          |
| Середня температура, °C | 4,1          | 5,1          | 9,7          | 15,4         | 20,1         | 23,3         | 25,9         | 25,4         | 21,8         | 16,7         | 11,3         | 6,4          | 15,4         |
| Норма опадів, мм        | 60.6         | 78.8         | 113.8        | 199.7        | 249.9        | 224.5        | 139          | 148.6        | 88.9         | 105.7        | 84.8         | 47.8         | 1542.1       |
| Днів з опадами          | 15,8         | 15,2         | 19,3         | 21,1         | 19,7         | 17,4         | 13,6         | 14,1         | 10,5         | 13,9         | 14           | 13,8         | 188,4        |
| Вологість повітря, %    | 74.5         | 77.5         | 78.6         | 79.5         | 79.7         | 80.3         | 75.9         | 76.1         | 74           | 74.8         | 75.2         | 73.4         | 76.6         |
| ----------------------- | ------------ | ------------ | ------------ | ------------ | ------------ | ------------ | ------------ | ------------ | ------------ | ------------ | ------------ | ------------ | ------------ |
| Джерело: Weatherbase    |              |              |              |              |              |              |              |              |              |              |              |              |              |